# 푸미현
푸미현(베트남어: Huyện Phù Mỹ / 縣符美)은 베트남 남중부 지방 빈딘성의 현이다.

## 행정 구역
푸미현은 2시진, 17사를 관할하고 있다.

### 시진
- 푸미 시진 (Thị trấn Phù Mỹ, 符美市鎭)
- 빈즈엉 시진 (Thị trấn Bình Dương, 平陽市鎭)

### 사
- 미안 사 (Xã Mỹ An, 美安社)
- 미깟 사 (Xã Mỹ Cát, 美吉社)
- 미짜인 사 (Xã Mỹ Chánh, 美政社)
- 미짜인떠이 사 (Xã Mỹ Chánh Tây, 美政西社)
- 미쩌우 사 (Xã Mỹ Châu, 美洲社)
- 미득 사 (Xã Mỹ Đức, 美德社)
- 미히엡 사 (Xã Mỹ Hiệp, 美協社)
- 미호아 사 (Xã Mỹ Hòa, 美和社)
- 미록 사 (Xã Mỹ Lộc, 美祿社)
- 미러이 사 (Xã Mỹ Lợi, 美利社)
- 미퐁 사 (Xã Mỹ Phong, 美豊社)
- 미꽝 사 (Xã Mỹ Quang, 美光社)
- 미따이 사 (Xã Mỹ Tài, 美才社)
- 미탕 사 (Xã Mỹ Thắng, 美勝社)
- 미타인 사 (Xã Mỹ Thành, 美城社)
- 미토 사 (Xã Mỹ Thọ, 美壽社)
- 미찐 사 (Xã Mỹ Trinh, 美貞社)